# Московска държавна консерватория „Пьотър Илич Чайковски“
Московската държавна консерватория „Пьотър Илич Чайковски“ (на руски: Московская государственная консерватория имени П. И. Чайковского) е консерватория в Москва, Русия.
Основана е на 1 септември 1866 година по инициатива на Николай Рубинщайн и Николай Трубецкой. Днес тя е едно от основните висши музикални училища в страната, в което се обучават около 1500 студенти и докторанти.

## Известни личности
Преподаватели
- Александър Александров (1883 – 1946), диригент
- Юрий Башмет (р. 1953), виолист
- Елисо Вирсаладзе (р. 1942), пианистка
- Николай Жиляев (1881 – 1937), музиколог
- Дмитрий Кабалевски (1904 – 1987), композитор
- Алексей Лосев (1893 – 1988), философ
- Николай Малко (1883 – 1961), диригент
- Лудвиг Минкус (1826 – 1917), австрийски цигулар
- Израил Нестев (1911 – 1993), музиколог
- Елена Образцова (1939 – 2015), певица
- Давид Ойстрах (1908 – 1974), цигулар
- Мстислав Ростропович (1927 – 2007), виолончелист
- Николай Рубинщайн (1835 – 1881), пианист
- Александър Скрябин (1872 – 1915), пианист
- Валерий Халилов (1952 – 2016), диригент
- Арам Хачатурян (1903 – 1978), композитор
- Пьотър Чайковски (1840 – 1893), композитор
- Алфред Шнитке (1934 – 1998), композитор
- Дмитрий Шостакович (1906 – 1975), композитор

Студенти и докторанти
- Александър Александров (1883 – 1946), диригент
- Едуард Артемиев (р. 1937), композитор
- Арно Бабаджанян (1921 – 1983), арменски композитор
- Юрий Башмет (р. 1953), виолист
- Елисо Вирсаладзе (р. 1942), пианистка
- Галина Вишневская (1926 – 2012), певица
- Иван Вулпе (1876 – 1929), български певец
- Димитър Гачев (1902 – 1946), български музиколог
- Лукас Генюшас (р. 1990), пианист
- Николай Гяуров (1929 – 2004), български певец
- Николай Жиляев (1881 – 1937), музиколог
- Иларион Волоколамски (р. 1966), богослов
- Дмитрий Кабалевски (1904 – 1987), композитор
- Киркор Киркоров (1920 – 1997), български диригент
- Андрей Кончаловски (р. 1937), режисьор
- Нева Кръстева (р. 1946), българска органистка
- Емануил Манолов (1858 – 1902), български композитор
- Денис Мацуев (р. 1975), пианист
- Милена Моллова (р. 1940), българска пианистка
- Израил Нестев (1911 – 1993), музиколог
- Леонид Николаев (1878 – 1942), пианист
- Закария Палиашвили (1871 – 1933), грузински композитор
- Борис Пастернак (1890 – 1960), писател
- Михаил Плетньов (р. 1957), пианист
- Кирил Покровски (1965 – 2015), музикант
- Стефан Попов (р. 1940), български виолончелист
- Тодор Попов (1921 – 2000), български композитор
- Петър Райчев (1887 – 1960), български певец
- Сергей Рахманинов (1873 – 1943), композитор
- Мстислав Ростропович (1927 – 2007), виолончелист
- Александър Скрябин (1872 – 1915), пианист
- Вельо Тормис (1930 – 2017), естонски композитор
- Георги Тутев (1924 – 1994), български композитор
- Валерий Халилов (1952 – 2016, диригент
- Арам Хачатурян (1903 – 1978), композитор
- Янка Хекимова (?), българска органистка
- Тихон Хренников (1913 – 2007), композитор
- Сулхан Цинцадзе (1925 – 1991), грузински композитор
- Алфред Шнитке (1934 – 1998), композитор
- Максим Шостакович (р. 1938), диригент
- Родион Шчедрин (р. 1932), композитор